# Ann Li
Ann Li (King of Prussia, 26 giugno 2000) è una tennista statunitense.

## Carriera
Ann Li ha vinto 3 titoli in singolare nel circuito ITF in carriera. 
Divenuta tennista professionista, nel 2021 ha preso parte al Grampians Trophy, dove è riuscita ad arrivare in finale: avrebbe dovuto quindi sfidare l'estone Anett Kontaveit, ma la partita non è stata giocata a causa del ritardo nella programmazione dei match. Sempre in quest'anno ha vinto il suo primo titolo, al torneo di Tenerife, battendo in finale Camila Osorio per 6-1 6-4: ciò le ha permesso il 25 ottobre di conquistare la posizione numero 48 nel ranking WTA.
Nel 2024, ha raggiunto la sua terza finale WTA a Mérida, dove si arrende nettamente alla turca Zeynep Sönmez, con lo score di 2-6, 1-6. All'inizio del 2025, centra la sua quarta finale nel circuito maggiore al Singapore Tennis Open, dove nuovamente non riesce a conquistare il titolo, perdendo da Elise Mertens per 1-6, 4-6.

## Statistiche WTA

### Singolare

#### Vittorie (1)
| Legenda              |
| -------------------- |
| Grande Slam (0)      |
| Ori Olimpici (0)     |
| WTA Finals (0)       |
| WTA Elite Trophy (0) |
| Dal 2021             |
| WTA 1000 (0)         |
| WTA 500 (0)          |
| WTA 250 (1)          |

| N. | Data            | Torneo                         | Superficie | Avversaria in finale | Punteggio |
|    | 7 febbraio 2021 | Grampians Trophy, Melbourne    | Cemento    | Anett Kontaveit      | N.D.      |
| 1. | 24 ottobre 2021 | Tenerife Ladies Open, Tenerife | Cemento    | Camila Osorio        | 6-1, 6-4  |

#### Sconfitte (2)
| Legenda              |
| -------------------- |
| Grande Slam (0)      |
| Argenti Olimpici (0) |
| WTA Finals (0)       |
| WTA Elite Trophy (0) |
| Dal 2021             |
| WTA 1000 (0)         |
| WTA 500 (0)          |
| WTA 250 (2)          |

| N. | Data            | Torneo                           | Superficie  | Avversaria in finale | Punteggio |
| 1. | 3 novembre 2024 | Mérida Open, Mérida              | Cemento     | Zeynep Sönmez        | 2-6, 1-6  |
| 2. | 2 febbraio 2025 | Singapore Tennis Open, Singapore | Cemento (i) | Elise Mertens        | 1-6, 4-6  |

## Circuito WTA 125

### Singolare

#### Vittorie (1)
| N. | Data           | Torneo                                   | Superficie  | Avversaria in finale | Punteggio |
| 1. | 16 giugno 2024 | Open Internacional de Valencia, Valencia | Terra rossa | Viktorija Tomova     | 6-3, 6-4  |

#### Sconfitte (1)
| N. | Data           | Torneo               | Superficie  | Avversaria in finale | Punteggio |
| 1. | 14 luglio 2024 | Swedish Open, Båstad | Terra rossa | Martina Trevisan     | 2-6, 2-6  |

## Statistiche ITF

### Singolare

#### Vittorie (3)
| Torneo $100.000 (0) |
| Torneo $80.000 (1)  |
| Torneo $60.000 (0)  |
| Torneo $40.000 (0)  |
| Torneo $25.000 (1)  |
| Torneo $15.000 (1)  |

| N. | Data             | Torneo                                  | Superficie  | Avversaria in finale  | Score         |
| 1. | 30 luglio 2017   | Women's Hospital Classic, Evansville    | Cemento     | Marcela Zacarías      | 4-6, 6-4, 6-3 |
| 2. | 28 aprile 2019   | Oaks Club Challenger, Osprey            | Terra verde | Usue Maitane Arconada | 6-3, 7-5      |
| 3. | 1º novembre 2020 | Bellatorum Resources Pro Classic, Tyler | Cemento     | Marta Kostjuk         | 7-5, 1-6, 6-3 |

#### Sconfitte (7)
| Torneo $100.000 (3) |
| Torneo $80.000 (0)  |
| Torneo $60.000 (3)  |
| Torneo $40.000 (0)  |
| Torneo $25.000 (1)  |
| Torneo $15.000 (0)  |

| N. | Data            | Torneo                                                   | Superficie  | Avversaria in finale | Score            |
| 1. | 5 agosto 2018   | Fifth Third Bank Tennis Championships, Lexington         | Cemento     | Asia Muhammad        | 5-7, 1-6         |
| 2. | 7 aprile 2019   | St. Dominic USTA Pro Circuit $25,000 Challenger, Jackson | Terra verde | Katarzyna Kawa       | 3-6, 2-6         |
| 3. | 12 maggio 2019  | FineMark Women's Pro Tennis Championship, Bonita Springs | Terra verde | Lauren Davis         | 5-7, 5-7         |
| 4. | 4 agosto 2019   | Fifth Third Bank Tennis Championships, Lexington         | Cemento     | Kim Dabin            | 1-6, 3-6         |
| 5. | 17 agosto 2019  | Thoreau Tennis Open, Concord                             | Cemento     | Caroline Dolehide    | 3-6, 5-7         |
| 6. | 7 maggio 2023   | FineMark Women's Pro Tennis Championship, Bonita Springs | Terra verde | Kayla Day            | 2-6, 2-6         |
| 7. | 20 ottobre 2024 | Macon Tennis Classic, Macon                              | Cemento     | Anna Blinkova        | 6-2, 2-6, 6(4)-7 |

### Doppio

#### Sconfitte (3)
| Torneo $100.000 (2) |
| Torneo $80.000 (0)  |
| Torneo $60.000 (1)  |
| Torneo $40.000 (0)  |
| Torneo $25.000 (0)  |
| Torneo $15.000 (0)  |

| N. | Data             | Torneo                                           | Superficie  | Compagna       | Avversarie in finale               | Score                  |
| 1. | 2 febbraio 2019  | Dow Corning Tennis Classic, Midland              | Cemento (i) | Cori Gauff     | Vol'ha Havarcova Valerija Savinych | 4-6, 0-6               |
| 2. | 4 agosto 2019    | Fifth Third Bank Tennis Championships, Lexington | Cemento     | Jamie Loeb     | Robin Anderson Jessika Ponchet     | 6(4)-7, 7-6(5), [7-10] |
| 3. | 10 febbraio 2024 | Guanajuato Open, Irapuato                        | Cemento     | Rebecca Marino | Hailey Baptiste Whitney Osuigwe    | 5-7, 4-6               |

## Grand Slam Junior

### Singolare

#### Sconfitte (1)
| Tornei del Grande Slam  |
| ----------------------- |
| Australian Open (0)     |
| Open di Francia (0)     |
| Torneo di Wimbledon (1) |
| US Open (0)             |

| N. | Data           | Torneo                      | Superficie | Avversario in finale | Punteggio     |
| 1. | 15 luglio 2017 | Torneo di Wimbledon, Londra | Erba       | Claire Liu           | 2-6, 7-5, 2-6 |

## Vittorie contro giocatrici top 10
| Stagione | 2022 | Totale |
| -------- | ---- | ------ |
| Vittorie | 1    | 1      |

| #    | Giocatrice      | Ranking | Evento                    | Superficie | Turno | Punteggio     | Rank. ALR |
| ---- | --------------- | ------- | ------------------------- | ---------- | ----- | ------------- | --------- |
| 2022 |                 |         |                           |            |       |               |           |
| 1.   | Anett Kontaveit | 7       | Miami Open, Miami Gardens | Cemento    | 2R    | 6–0, 3-6, 6-4 | 65        |